# Formula Junior

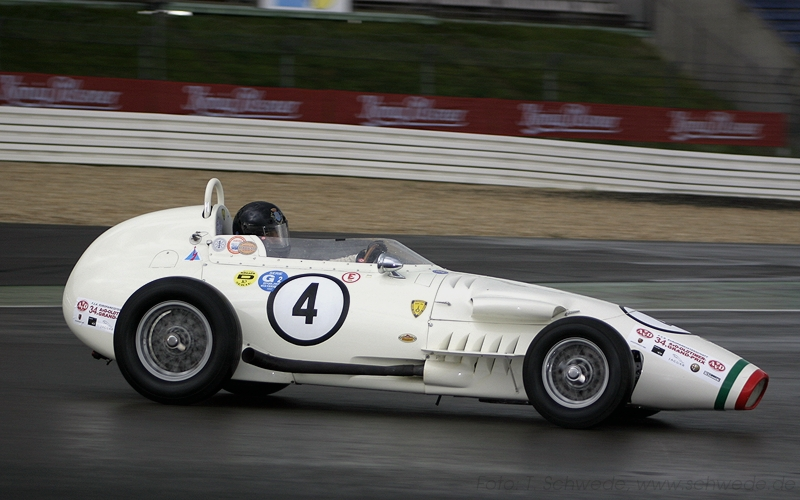
Una Stanguellini di Formula Junior

La Formula Junior è stata una formula per competizioni automobilistiche attiva tra il 1958 e il 1964, ideata dalla Commissione Sportiva Internazionale (CSI) della FIA su idea di Giovanni Lurani come categoria di inizio all'agonismo per giovani piloti, dai costi accessibili in quanto le vetture monoposto utilizzavano molti componenti delle automobili di serie.

## Storia e regolamenti
I regolamenti della serie richiedevano che le macchine fossero spinte da motori derivati dalla produzione con cilindrata 1000 cm³ per vetture da 360 kg di peso oppure da 1100 cm³ per 400 kg. Parti come il blocco motore, la testata o i cilindri dovevano venire dalla produzione ed erano vietate modifiche radicali, ad esempio era possibile modificare i rapporti del cambio, ma sempre all'interno di una scatola di produzione, così come anche i freni e la trasmissione dovevano venire dalla produzione. La Formula Junior fu anche la prima serie automobilistica a richiedere i rollbar.
In Italia la scelta più naturale fu l'uso del motore 1100 cm³ della FIAT, mentre altri motori disponibili negli anni successivi furono il BMC serie A da 1000 cm³ della Mini così come il DKW e il Saab 3 cilindri a due tempi. Inizialmente la maggior parte delle vetture di Formula Junior avevano configurazione con motore anteriore e trazione posteriore, come era abitudine per le vetture da Gran Premio dell'epoca, ma nel corso degli anni la situazione mutò, tanto che nel 1963 la quasi totalità delle monoposto "Junior" era configurata "tutto dietro", ovvero con motore e trazione posteriori. Nel Regno Unito Frank Nichols della Elva Cars iniziò la produzione della Elva 100 spinta da un motore BMC serie A (Sprite o Mini) o da un DKW preparato dalla Mitter in Germania. La Elva divenne la prima vettura di Formula Junior britannica prodotta in larga serie, affiancata poi dalla Gemini (precedentemente nota come Moorland) e dalla Lola Mk 2, e anche Keith Duckworth della Cosworth cominciò ad interessarsi alla formula.
Anche la Cooper produceva vetture Formula Junior, utilizzando gli stessi telai delle loro Formula 1 e un motore BMC A-Series; ugualmente la Lotus produceva la Lotus 18 per la Formula Junior con un motore da 1100 cm³ Ford Anglia, un motore 1500 cm³ per la Formula 2 e uno da 2500 cm³ per la Formula 1. Successivamente la Lotus avrebbe utilizzato in Formula Junior anche la Lotus 20, la Lotus 22 e la Lotus 27.
In Svezia la Saab lanciò la Formula Junior Saab come banco di prova per nuovi modelli di motore, mentre in Russia il motore più usato fu il Moskvitch; il primo campionato internazionale della Formula fu disputato nel 1959 e vinto dallo svizzero Michael May al volante di una Stanguellini.
A metà degli anni sessanta la tendenza divenne quella di spostare il motore dall'anteriore al posteriore della vettura, mentre il numero di costruttori impegnati cresceva rapidamente: alla fine del 1960 c'erano più di 100 costruttori nel mondo, e questi erano diventati quasi 500 alla fine del 1963. A quel punto la serie era diventata molto impegnativa e i costi di preparazione dei motori da 1000 cm³ (che arrivavano a 120 cavalli di potenza) troppo grandi.
Il campionato 1963 fu l'ultimo nel Regno Unito, e la formula fu abbandonata internazionalmente nel 1964 per venire in qualche modo rimpiazzata dalla Formula 3. Successivamente nacquero altre serie che condividevano alcune delle idee della Formula Junior, come la Formula Ford e la Formula Vee, e gare di Formula Junior sono state di nuovo organizzate come competizioni tra vetture d'epoca sotto l'egida della Formula Junior Historic Racing Association (FJHRA).
Tra i piloti cresciuti in Formula Junior i più famosi furono Jim Clark, Peter Arundell, John Surtees, Denny Hulme e Lorenzo Bandini.

## Campionati

### Campionati britannici di F. Junior
| Anno | Campionato   | Pilota                  | Vettura           | Team               |
| ---- | ------------ | ----------------------- | ----------------- | ------------------ |
| 1960 | BRSCC        | Jack Pitcher            | Alexis-BMC        | Jack Pitcher       |
| 1960 | John Davy    | Jim Clark               | Lotus-Ford        | Team Lotus         |
| 1960 | Motor Racing | Jim Clark Trevor Taylor | Lotus-Ford        | Team Lotus         |
| 1961 | BRSCC        | Mike Ledbrook           | Lotus-Ford        | Ron Harris         |
| 1961 | John Davy    | Bill Moss               | Lotus/Gemini-Ford | The Chequered Flag |
| 1961 | Motor Racing | Trevor Taylor           | Lotus-Ford        | Team Lotus         |
| 1962 | John Davy    | John Fenning            | Lola-Ford         | Ron Harris         |
| 1963 | BARC         | Peter Arundell          | Lotus-Ford        |                    |
| 1963 | Express&Star | Peter Arundell          | Lotus-Ford        | Ron Harris         |

### Campionato francese di F. Junior
| Anno | Pilota        | Vettura           | Team        |
| ---- | ------------- | ----------------- | ----------- |
| 1960 | Jacques Calès | Stanguellini-FIAT | Madunina    |
| 1961 | Bernard Boyer | Lotus-Ford        |             |
| 1962 | Jo Schlesser  | Brabham-Ford      | Schlesser   |
| 1963 | Jo Schlesser  | Brabham-Ford      | Ford France |

### Campionato italiano di F. Junior
| Anno | Pilota             | Vettura                      | Team     |
| ---- | ------------------ | ---------------------------- | -------- |
| 1958 | Roberto Lippi      | Stanguellini-FIAT            | Bardahl  |
| 1959 | Raffaele Cammarota | Stanguellini-FIAT            | Bardahl  |
| 1960 | Renato Pirocchi    | Stanguellini-FIAT            | Pescara  |
| 1961 | Geki               | Stanguellini-FIAT/Lotus-Ford | Madunina |
| 1962 | Geki               | Lotus-Ford/De Sanctis-Ford   | Madunina |
| 1963 | Geki               | De Sanctis-Ford              | Madunina |

### Campionato tedesco di F. Junior
| Anno | Pilota         | Vettura                            | Team            |
| ---- | -------------- | ---------------------------------- | --------------- |
| 1960 | Gerhard Mitter | Lotus 18-DKW                       | Autohaus Mitter |
| 1961 | Kurt Ahrens Jr | Lotus-Ford/Cooper-FIAT             | Ahrens          |
| 1962 | Kurt Ahrens Jr | Cooper-FIAT/Cooper-Ford/Lotus-Ford |                 |
| 1963 | Kurt Ahrens Jr | Cooper-Ford                        | Ahrens          |

## Altre categorie con lo stesso nome
In tempi più recenti il nome Formula Junior in Italia è impiegato per due campionati: il Trofeo CSAI Formula Junior Monza per monoposto Tatuus motorizzate Renault tutte uguali tra loro, e il Trofeo Cadetti F.Junior nato nel 1965 facendo propri i principi ispiratori del conte Lurani. 

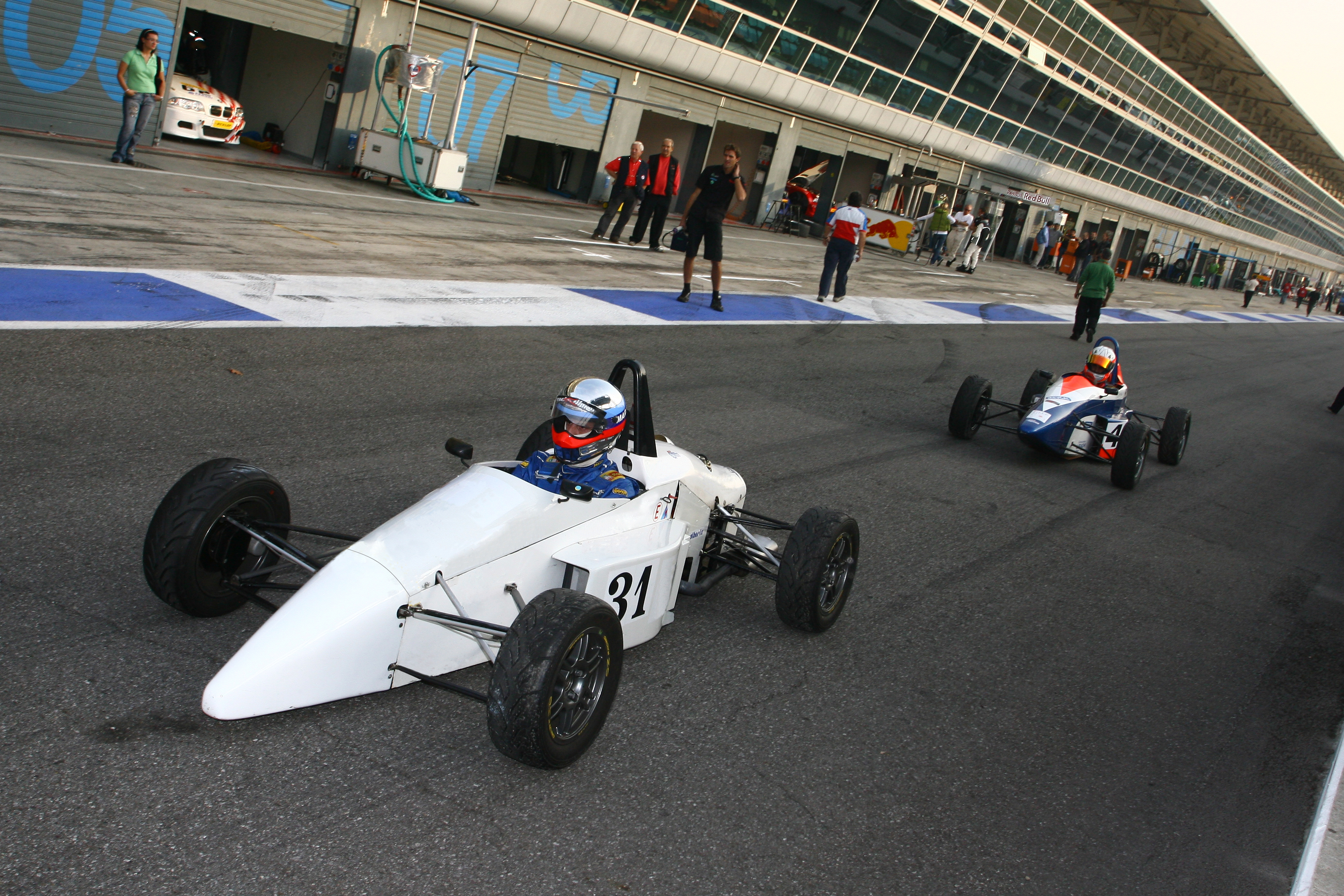
Formula Junior attuali

I team sono principalmente localizzati in Lombardia, i motori Fiat 1242 cm³ preparati uniformemente dalla Autoalberta mentre il regolamento permette il rifiorire di costruttori di telai. Sono almeno 15 i telaisti impegnati nel Trofeo CSAI Formula Junior Monza 1.2, che da qualche anno è riconosciuto campionato italiano a tutti gli effetti.
L'Associazione Formula Junior, che raggruppa i teams della categoria, ha deciso di organizzare autonomamente un proprio campionato, denominato Campionato Italiano di Formula Junior Monza - Trofeo Sandro Corsini. Nel 2011 si è svolta la prima stagione che ha visto la vittoria di Riccardo Calegari, già Cadetto, con la F. Monza nel 1975. Le vetture di Formula Junior utilizzano gli stessi telai di libera costruzione utilizzati in precedenza ed i propulsori FIAT Fire 1.2 con preparazione libera entro i limiti regolamentari.
Per la stagione 2011, a seguito della decisione da parte dell'A.C. Milano e dell'Autodromo di Monza, il Trofeo Cadetti viene riservato ad una nuova categoria monomarca riservata alle FM2k11, monoposto realizzate con scocca in fibra di carbonio dalla Nova Reggiani e motorizzate LRM Motors da 1.200 cm³.
Il debutto per il Trofeo CSAI Formula Junior Monza delle FM2k11 verrà rimandato all'anno 2012, con alcune modifiche sia motoristiche (dal propulsore LRM Motors da 1.2 cm³ iniziale si è passati a un Renault da 1.6 cm³), sia nell'aerodinamica con modifiche realizzate dalla Mirage Motor Company. La rinnovata vettura per la stagione 2012 viene ribattezzata Mirage M012, con questa che verrà ulteriormente aggiornata in vista del 2013 con la versione M012/013.
Le nuove Mirage M012/013 della Mirage Motor Company verranno utilizzate ufficialmente fino al campionato cadetto del Formula Junior Monza 2013, dove per coincidenza, nel week end di gara del 29 e 30 giugno 2013, le Mirage M012 e le M013 (motorizzate Renault 1.600 cm³), vengono accorpate per la gara, con le Formula Junior 1.2 proprio all'Autodromo Nazionale di Monza, gareggiando ognuna per i propri campionati, dove quest'ultime diedero filo da torcere alle nuove promosse Formula Junior Monza 1.6 Mirage M012/013.
Nel primo appuntamento ufficiale del Formula Junior Monza che si tenne sul circuito Brianzolo il 30 giugno 2013, le nuove vetture Mirage M012/013 (FM2k11), ebbero un buon riscontro reggendo bene il confronto, vedendo la pole position e vittoria all'esordio per categorie del cadetto Gennaro Nigliato con una delle Mirage M012 Renault 1.6, mentre per le Formula Junior Fiat fire 1.2 vede la pole position del cadetto Marco Visconti, seguito anche da una vittoria per categorie.
Il 2013 vede darsi battaglia quindi attraverso l'accorpamento tra le novelle Formula Junior Monza, le Mirage M012/013 Renault 1.6 con le Formula Junior Fiat 1.2 (autonomo campionato Italiano di Formula Junior Monza - Trofeo Sandro Corsini), con la netta evidenza per la categoria Formula Junior 1.2 per un numero maggiore di partecipanti.
Dopo quella data, le due categorie concludono i rispettivi campionati, dimostrando differenze strutturali, e vedendo l'ultima apparizione per le Mirage M012/013 (categoria FM2k11 promosse per il Trofeo CSAI Formula Junior Monza Renault 1.6), lasciando il prosieguo alle storiche Formula Junior (denominato Campionato Italiano di Formula Junior Monza 1.2 - Trofeo Sandro Corsini) motorizzate Fiat 1242 cm³ che ancora oggi continuano la loro storia intramontabile.
Dal 2016 la gestione del campionato Formula Junior è stata presa in carico da Andrea Tosetti. Il nuovo organizzatore ha portato la categoria a correre non più nell'ambito delle gare patrociniate dalla CSAI ma in UISP, modificando anche in parte i regolamenti tecnici e sportivi. Le gare ora si svolgono su circuiti più corti rispetto a Monza, nella stagione 2017 e 2018 si è corso sui circuiti di Cremona, Varano de Melegari, Cervesina, Magione e Rijeka, in sei tappe a stagione con due gare distinte in un format rinnovato anche con più attenzione dei media televisivi e dei social. Il campionato prende ora il nome di Formula Class Junior Italia con l'intento di riportare la categoria ai successi del passato e nel'ambito delle gare storiche.